# Simon Vratsian
Simon Vratsian (in armeno Սիմոն Վրացեան?; Mets Sala, 5 aprile 1882 – Beirut, 21 maggio 1969) è stato un politico e attivista armeno della Federazione Rivoluzionaria Armena.
Fu uno dei leader della Prima Repubblica di Armenia (1918-1920) e ne fu l'ultimo primo ministro per 10 giorni nel 1920. Guidò inoltre per 40 giorni il Comitato per la Salvezza della Patria durante la rivolta antibolscevica di febbraio del 1921. Durante il suo esilio, continuò le sue attività politiche ed educative nella diaspora armena e scrisse diversi libri, in particolare il libro di memorie in sei volumi Keank'i ughinerov (Sul sentiero della vita) e la sua storia della Prima Repubblica di Armenia intitolata Hayastani Hanrapetut'iwn (La Repubblica di Armenia).

## Biografia

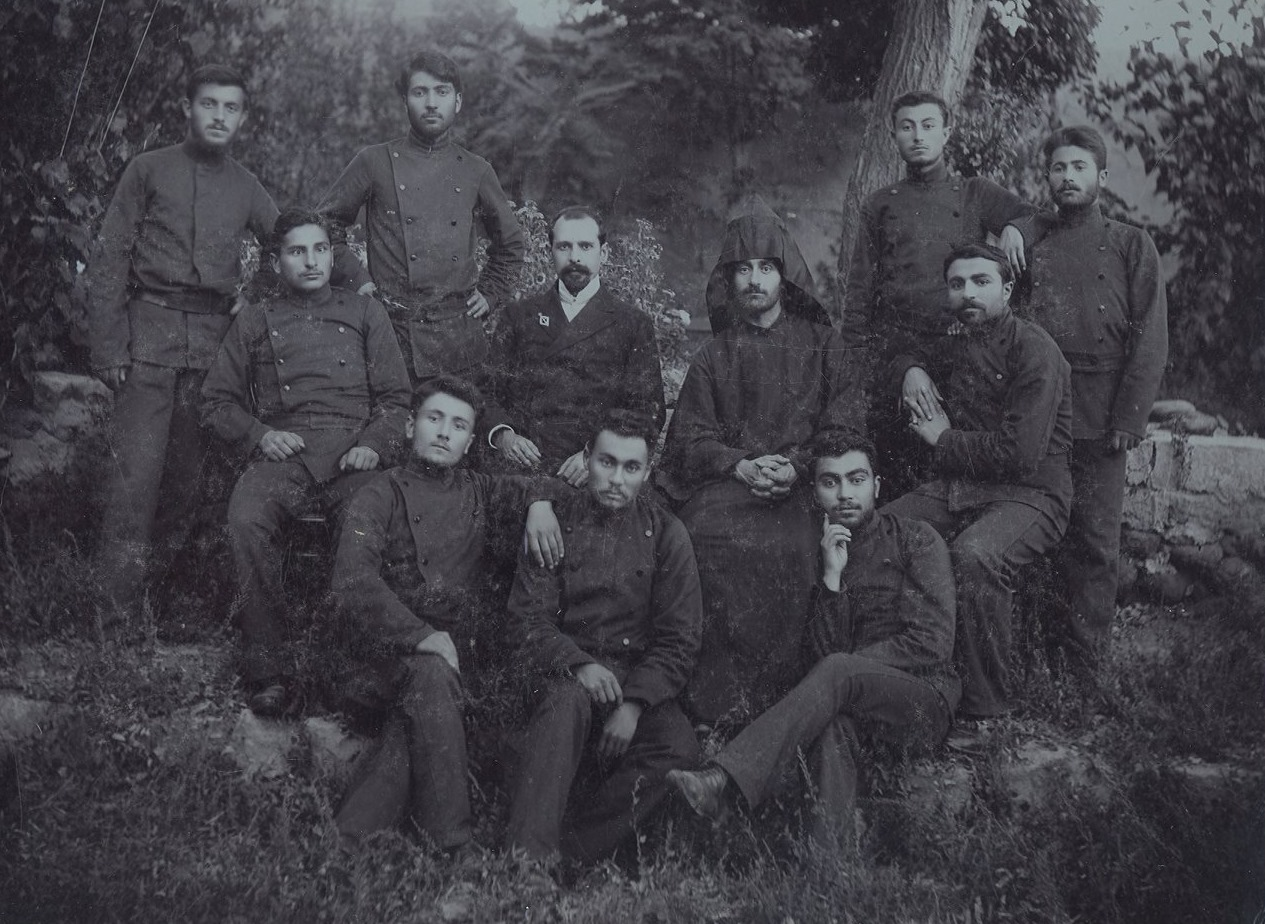
Simon Vratsian (a sinistra, seduto in seconda fila) nel 1904 al Seminario Gevorgiano con altri studenti e Komitas.

Vratsian nacque come Simavon Grouzian nel villaggio di Metz Sala (Bolshiye Saly) nei pressi di Nor Nakhichevan nell'Impero russo (oggi Nakhichevan-sul-Don) il 5 aprile 1882 (data corrispondente al 24 marzo secondo il calendario giuliano). Quando aveva cinque anni, la sua famiglia si stabilì tra i cosacchi nella regione del Kuban, anche se tornarono poco tempo dopo a Metz Sala su insistenza della madre di Vratsian, che voleva che i suoi figli ricevessero un'istruzione armena. Dopo aver studiato nelle scuole armene e russe, nel 1898 si unì alla Federazione Rivoluzionaria Armena (ARF, conosciuta anche come Dashnaktsutiun o partito Dashnak), apparentemente per errore mentre cercava di unirsi al partito rivale Hunchak, che stava tenendo una riunione nello stesso edificio. Studiò inoltre presso il Seminario Gevorgiano di Echmiadzin dal 1900 al 1906. Vratsian ritornò a Nor Nakhichevan come agente dell'ARF e prese parte al IV Congresso Generale del Dashnaktsutiun a Vienna nel 1907, dove sostenne l'adozione del socialismo nel programma del partito.
Nel 1908 si recò a San Pietroburgo per studiare legge e didattica. Conseguito le credenziali di insegnante, gli fu tuttavia ordinato di fuggire dalla Russia prima di completare la laurea in giurisprudenza a causa della crescente repressione dei membri dell'ARF da parte delle autorità zariste. Si recò prima a Costantinopoli e poi a Erzurum, dove fu invitato a formare insegnanti armeni presso l'Accademia Sanasariana e a insegnare storia in una scuola secondaria femminile. Si recò in seguito negli Stati Uniti nel 1911 dove diresse il quotidiano Hairenik a Boston.
Nel 1914 si recò a Erzurum nell'Impero ottomano per partecipare all'VIII Congresso Generale del Dashnaktsutiun come rappresentante dell'organizzazione del partito in America. Fu eletto nel Bureau del partito (il suo massimo organo esecutivo) e si mescolò con i leader dei Giovani Turchi. Nell'agosto del 1914 fu incarcerato come spia russa ma fuggì in Transcaucasia dove venne coinvolto nelle unità di volontari armeni che combattevano con l'esercito russo. Dopo lo scioglimento delle unità, partecipò alla conferenza statale di Mosca, al Congresso nazionale armeno e fu eletto membro del Consiglio nazionale. Hovhannes Katchaznouni gli chiese di accompagnarlo nel suo tour in Europa e America nel 1919, ma gli inglesi gli negarono il visto perché lo consideravano un socialista radicale. Nello stesso anno fu nominato Ministro del Lavoro, dell'Agricoltura e delle cariche statali nel gabinetto di Alexander Khatisian. Le sue posizioni furono trasferite al governo di Hamo Ohanjanyan; si assunse anche la gestione dell'informazione e della propaganda. Dopo le dimissioni del governo e il fallimento di Hovhannes Katchaznouni nel formare una coalizione, Vratsian accettò la carica di primo ministro il 23 novembre 1920.
Il 2 dicembre cedette l'Armenia ai bolscevichi. Successivamente si nascose ed emerse in seguito nel febbraio 1921 come presidente del Comitato per la salvezza della patria, che guidò la rivolta anti-bolscevica di febbraio che rovesciò brevemente il dominio sovietico in Armenia. Nel mese di aprile, dopo che i ribelli anti-bolscevichi furono costretti a ritirarsi a sud, nella regione montuosa di Zangezur, Vratsian divenne primo ministro della Repubblica dell'Armenia montanara.  Tuttavia questa repubblica durò solo circa 40 giorni; in luglio fuggì in Persia con le sue guardie del corpo e i suoi aiutanti, lasciando la moglie e il figlio con il dottor Clarence Ussher, operatore americano di soccorso nel Vicino Oriente. Fece anche appello all'Europa e alla Turchia per chiedere aiuto contro i bolscevichi. Vratsian viaggiò poi per l'Europa, stabilendosi a Parigi per curare il giornale ufficiale dell'ARF Droshak dal 1924 al 1933. Nel 1939 tornò negli Stati Uniti e vi rimase per dodici anni a causa dello scoppio della seconda guerra mondiale. Nel 1945 presentò una petizione all'Assemblea generale delle Nazioni Unite a San Francisco chiedendo la restituzione dell'Armenia wilsoniana tenuta dalla Turchia.
Durante la sua vita curò vari periodici e giornali armeni ormai defunti, tra cui Harach e Horizon. Viaggiò anche molto, facendo appello a varie potenze europee per aiutare l'Armenia a riconquistare la sua indipendenza. Si stabilì infine a Beirut, in Libano, nel 1952, dove fu preside e insegnò nei corsi al Collège Arménien (Nshan Palandjian Jemaran), una delle principali scuole della diaspora armena. Tra i suoi ex studenti ci furono gli eminenti storici armeni Richard G. Hovannisian e Gerard Libaridian. Morì a Beirut all'età di 87 anni il 21 maggio 1969.

## Vita personale
Nelle sue memorie, dove racconta vari dettagli personali, Vratsian spiega che il suo cognome originale, Grouzian, deriva dalla parola armena "grouz" (գռուզ), che significa riccio o crespo. Questo perché molte persone della sua famiglia allargata avevano i capelli ricci. Il suo cognome fu cambiato da un insegnante di scuola, Melikian, che erroneamente presumeva che Grouzian fosse una corruzione di Gruzinian (dal russo gruzin, che significa georgiano), e quindi lo armenizzò in Vratsian (dalla parola armena per georgiano).
Descrive suo padre come un narratore, le cui storie aumentarono gli affari della caffetteria di famiglia. Scrive anche nelle sue memorie (Keankʻi ughinerov del suo ricco zio materno Mikishka e stimava che il suo patrimonio netto fosse di diversi milioni di dollari. Vratsian racconta come il suo "avaro" zio materno Mikishka gli diede l'equivalente di 20 centesimi americani moderni per un viaggio di 2.000 chilometri. Ricorda anche che più tardi, quando iniziò a impegnarsi nei partiti politici armeni, sarebbe dovuto diventare membro del partito socialdemocratico Hunchakian. Tuttavia, lui e il suo amico entrarono accidentalmente in una riunione del Dashnak, diventando loro stessi Dashnak. Descrive anche i congressi generali dell'ARF nei minimi dettagli, ad esempio quale membro del congresso voleva un'alleanza con la Russia, chi voleva finanziare la cura dei villaggi armeni dai pidocchi, in quale hotel soggiornava e con chi era diventato amico. Descrive la sua amicizia con figure di spicco del movimento nazionale armeno come Rostom, Hamazasp, Andranik, Armen Garo, Aram Manukian, tra gli altri. Ad esempio, nel secondo volume delle sue memorie Keankʻi ughinerov, racconta di essere stato insegnante di storia armena per un anno. Uno dei suoi studenti che interrompeva sempre la lezione era la figlia di Andranik. Vratsian picchiò la figlia di Andranik e fu convocato nell'ufficio del preside. Lì incontrò Andranik e quando Vratsian spiegò perché aveva picchiato sua figlia, Andranik ringraziò Vratsian per averla disciplinata. Vratsian era anche un caro amico di Drastamat Kanayan (Dro), con il quale visse a Beirut per diversi anni; Vratsian scrisse un libro sulla vita di Dro intitolato Mrrkatsin Dron ("Dro nato dalla tempesta").
Nelle memorie di Vratsian non ci sono resoconti di sua moglie o dei suoi figli. "Sei prigioni e due rivoluzioni" di Oliver Baldwin ci fornisce l'unica prova diretta sulla sua famiglia. Baldwin era un inglese che divenne tenente colonnello dell'esercito armeno. Era a casa del dottor Clarence Ussher (del Near East Relief) quando arrivò un messaggero da Vratsian chiedendo al dottor Ussher di tenere al sicuro sua moglie e suo figlio quando i bolscevichi presero il potere. Tuttavia, secondo Baldwin, il figlio di Vratsian "morì per esposizione" mentre fuggivano in Persia all'indomani della rivolta di febbraio. Non c'è nessun'altra menzione della moglie e del figlio di Vratsian.